# Christian Diener
Christian Diener (ur. 3 czerwca 1993 w Chociebużu) – niemiecki pływak specjalizujący się w stylu grzbietowym, wicemistrz świata na krótkim basenie i wicemistrz Europy.
Srebrny medalista mistrzostw Europy na krótkim basenie z Herning (2013) na 50 m stylem grzbietowym i brązowy medalista na 200 m tym stylem, a także w sztafecie 4 × 50 m stylem zmiennym. Brązowy medalista mistrzostw Europy na krótkim basenie ze Szczecina (2011) w sztafecie 4 × 50 m stylem zmiennym. 4-krotny złoty medalista mistrzostw Europy juniorów na dystansach 50, 100 i 200 m stylem grzbietowym. Mistrz świata juniorów na 50 m grzbietem.